# Regenerativní medicína
Regenerativní medicína  je poměrně nový obor biomedicíny zaměřený na procesy tvorby, inženýrství a regenerace lidských tkání a orgánů za účelem obnovy nebo dosažení jejich normálních funkcí. Pojem také zahrnuje vypěstování tkáně a orgánu v laboratoři a následný přenos do těla pacienta.  Smyslem je vyhnout se problémům s nedostatkem dárců tkáně nebo orgánů nebo nedostatkem kompatibility a imunitní reakcí těla dárce.
Pojem byl poprvé použit v roce 1992 v článku Lelanda Kaisera pro nové odvětví medicíny, které se pokouší změnit směr chronických onemocnění, regeneruje ochablé nebo selhávající systémy orgánů. Směr oboru dal ovšem až William A. Haseltine, který spojil starší objev diferenciace lidských embryonálních kmenových buněk s možností léčby.

## Kmenové buňky
Regenerativní medicína odkazuje na skupinu biomedicínských přístupu v klinické praxi, které zahrnují užití kmenových buněk, a to přímo jejich nasazení nebo prostřednictvím progenitorů po diferenciaci (buněčná terapie) a transplantace in vitro vypěstovaných orgánů a tkání (tkáňové inženýrství).

## Příklady použití

### Diabetes
Klinické hodnocení University of Florida zkoumá přínos infúzí autologních kmenových buněk z pupečníkové krve dětem s diabetem prvního typu oproti přínosu standardní léčby. Předběžné výsledky prokazovaly bezpečnost terapie a zpomalení ztráty produkce inzulinu v těle pacientů.